# Austria en los Juegos Paralímpicos de Sochi 2014
Austria estuvo representada en los Juegos Paralímpicos de Sochi 2014 por un total de 13 deportistas, 12 hombres y una mujer.

## Medallistas
El equipo paralímpico austríaco obtuvo las siguientes medallas:
| Nombre             | Deporte      | Evento                            |
| ------------------ | ------------ | --------------------------------- |
| Oro                |              |                                   |
| Markus Salcher     | Esquí alpino | Descenso de pie masculino         |
| Markus Salcher     | Esquí alpino | Supergigante de pie masculino     |
| Plata              |              |                                   |
| Claudia Lösch      | Esquí alpino | Eslalon gigante sentado femenino  |
| Claudia Lösch      | Esquí alpino | Supergigante sentado femenino     |
| Matthias Lanzinger | Esquí alpino | Supergigante de pie masculino     |
| Matthias Lanzinger | Esquí alpino | Supercombinada de pie masculino   |
| Philipp Bonadimann | Esquí alpino | Eslalon sentado masculino         |
| Bronce             |              |                                   |
| Roman Rabl         | Esquí alpino | Eslalon sentado masculino         |
| Roman Rabl         | Esquí alpino | Eslalon gigante sentado masculino |
| Roman Rabl         | Esquí alpino | Supercombinada sentado masculino  |
| Markus Salcher     | Esquí alpino | Eslalon gigante de pie masculino  |